# George Augustus Eliott

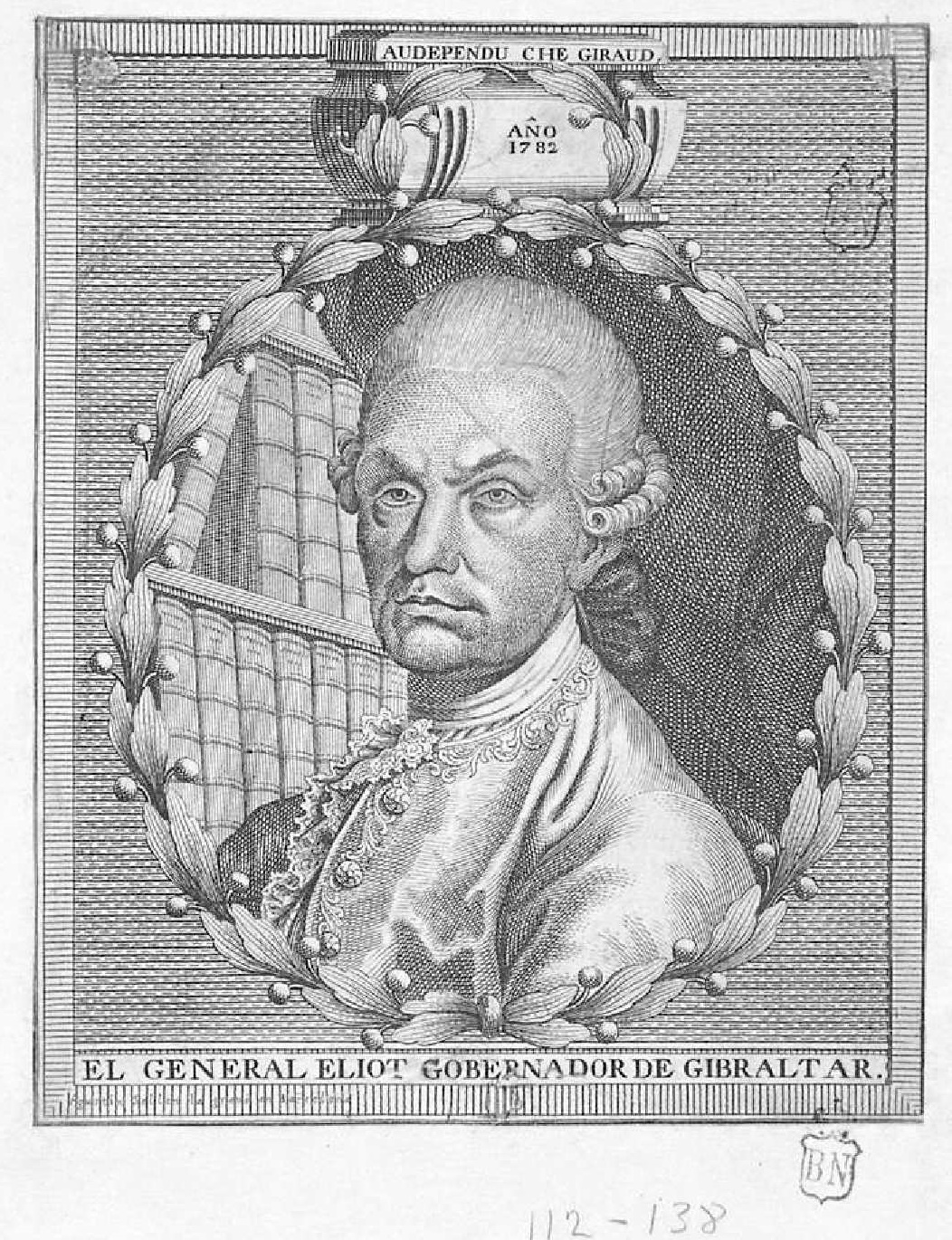
El general Eliott, gobernador de Gibraltar por Agustín Sellent, grabado calcográfico, 1782, Madrid, Biblioteca Nacional de España.

George Augustus Eliott, nacido en Wells House en el Condado de Roxburgh, Reino Unido, el 25 de diciembre de 1717 y fallecido en Aquisgrán, Alemania, el 6 de julio de 1790, fue un oficial de la Armada británica.
En la carrera militar de George Eliott destaca su etapa como gobernador de Gibraltar desde su nombramiento el 25 de mayo de 1777 sucediendo a Robert Boyd hasta julio de 1790 cuando hubo de hacer frente a la defensa de Gibraltar ante el Gran Asedio llevado a cabo desde 1779 hasta 1783 por parte de las tropas hispano-francesas.
Tras concedérsele el título de caballero de la Orden del Baño en 1783 y ser investido primer Barón de Heathfield, por su destacada acción en Gibraltar, en 1787, cayó enfermo en 1790 falleciendo meses después. Tras ser su cuerpo trasladado desde Aquisgrán hasta Sussex descansa definitivamente en la Iglesia de Sant Andrew de Buckland Monachorum en Devon.